# Cryptops lobatus
Cryptops lobatus – gatunek parecznika z rzędu skolopendrokształtnych i rodziny Cryptopidae.
Gatunek ten opisany został po raz pierwszy w 1931 roku przez Karla Wilhelma Verhoeffa. Jako miejsce typowe wskazano Saint-Raphaël we Francji. Współcześnie klasyfikowany jest w podrodzaju nominatywnym rodzaju Cryptops. W jego obrębie zalicza się on do grupy gatunków C. hortensis, charakteryzującej się brakiem szwu poprzecznego przedniego na pierwszym tergicie przy jednoczesnym braku piłkowania na udzie ostatniej pary odnóży. Do grupy tej należą także C. basilewskyi, C. brignolii, C. covertus, C. daszaki, C. decoratus, C. hortensis, C. inermipes, C. mauritianus, C. melanotypus, C. nigropictus, C. parisi, C. songi i C. stabilis.
Parecznik ten osiąga od 10 do 13 mm długości ciała. Ubarwienie ma rudobrązowe, pozbawione ciemnej pigmentacji pod oskórkiem. Płytka grzbietowa głowy ma niepełne szwy paramedialne. Płaty boczne wargi górnej pozbawione są wcięć, wskutek czego warga ta jest jednozębna. Szczękonóża mają rurkowate ujścia gruczołów jadowych sięgające w głąb do ⅔ długości trochanteroprefemur (człon powstały przez zrośnięcie się krętarza i przedudzia). Trochanteroprefemur ma środkowej powierzchni trzy lub cztery przysadziste szczecinki. Tarsungulum szczękonóży jest niewielkiej długości. Coxosternum szczękonóży ma przedni brzeg charakterystycznie wyciągnięty w dwa podługowate płaty. Owe płaty oddzielone są głębokim wcięciem i zaopatrzone w pięć krótkich szczecinek brzeżnych każdy. Pierwszy segment tułowia nie ma szwu poprzecznego przedniego na tergicie. Pory koksopleuralne występują w liczbie 18, formując pozbawione szczecinek pole zajmujące mniej więcej przednią połowę koksopleury. Ostatnia, zmodyfikowana para odnóży ma piłkę złożoną z od 6 do 10 ząbków na goleni i piłkę złożoną z od 4 do 6 ząbków na stopie, natomiast jej przedudzie jest takiej piłki całkiem pozbawione.
Gatunek palearktyczny, europejski, ograniczony w swym zasięgu do południowej Francji i włoskiej Ligurii.